# NBT TV

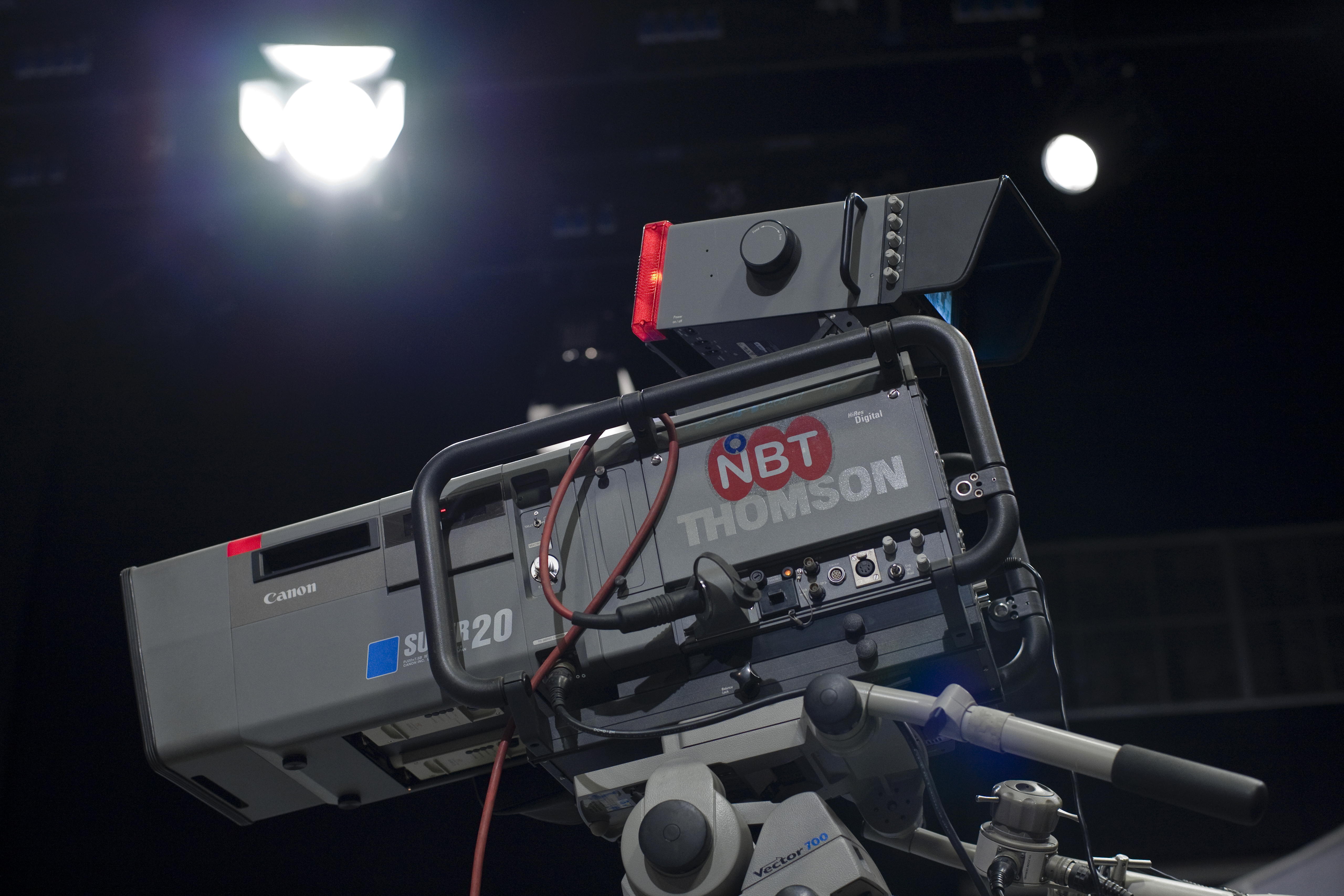
Thomson Studiokamera mit dem NBT-Logo von 2008–2009

NBT 2HD (thailändisch สถานีวิทยุโทรทัศน์แห่งประเทศไทย, übersetzt „Rundfunk- und Fernsehsender Thailands“, kurz สทท), ehemals Kanal 11 ist ein in Thailand landesweit analog terrestrisch über VHF empfangbarer Fernsehsender. Die analoge Ausstrahlung wurde 2018 eingestellt.
Eigentümer des Senders ist die Regierungsabteilung für Öffentlichkeitsarbeit (Public Relations Department, PRD). Sie hat zum Betrieb des Programms die National Broadcasting Services of Thailand (NBT) eingerichtet. Diese betreibt daneben auch Radio Thailand. NBT TV hatte im zweiten Quartal 2011 eine durchschnittliche Einschaltquote von 2,3 % und einen Werbemarktanteil von 4,0 %.